# Дрюцково
Дрюцково (рос. Дрюцково) — присілок в Бежецькому районі Тверської області Російської Федерації.
Населення становить 55 осіб. Входить до складу муніципального утворення Лаптихинське сільське поселення.

## Історія
Від 2005 року входить до складу муніципального утворення Лаптихинське сільське поселення.

## Населення
| 1859 | 1887 | 2008 | 2010 |
| ---- | ---- | ---- | ---- |
| 230  | ↗357 | ↘73  | ↘55  |